# Großsteingrab Steenwijkerwold
Das Großsteingrab Steenwijkerwold  war eine megalithische Grabanlage der jungsteinzeitlichen Westgruppe der Trichterbecherkultur bei Steenwijkerwold, einem Ortsteil der Gemeinde Steenwijkerland in der niederländischen Provinz Overijssel. Die Anlage wurde vermutlich in den 1840er Jahren zerstört. Das Grab trägt die van-Giffen-Nummer O1.

## Lage
Das Grab befand sich nordöstlich von Steenwijkerwold auf dem Gut De Eese.

## Forschungsgeschichte
Die Anlage wurde erstmals 1781 von Petrus Camper erwähnt, der auch eine Zeichnung anfertigte. In der ersten Hälfte des 19. Jahrhunderts, wahrscheinlich in den 1840er Jahren, wurde die Anlage zerstört. Ihre Überreste wurden 1918 von Albert Egges van Giffen und 1985 erneut von Jan N. Lanting archäologisch untersucht.

## Beschreibung
Von dieser Anlage sind noch Reste der Hügelschüttung erhalten. Die Grabkammer ist stark zerstört und eine genaue Rekonstruktion ihres ursprünglichen Aussehens somit schwierig. Van Giffen gab ihre Länge mit etwa 6,5–7 m an. Lantings Untersuchung ergab hingegen eine Länge von 14–15 m. Die Kammer dürfte sechs oder sieben Wandsteinpaare an den Langseiten und je einen Abschlussstein an den Schmalseiten besessen haben. Lanting entdeckte außerdem Spuren einer steinernen Umfassung. Aufgrund der Größe dürfte es sich bei der Anlage wie bei den meisten Großsteingräbern in den Niederlanden um ein Ganggrab gehandelt haben.

## Funde
Bei den Grabungen wurden Scherben von Keramikgefäßen der Trichterbecherkultur gefunden. Die Keramik datiert etwa in die Stufen 3–5 des von Anna Brindley aufgestellten typologischen Systems der Trichterbecher-Westgruppe. Dies entspricht dem Zeitraum 3300–3075 v. Chr.